# 青岛国货公司

1955年的青岛国货公司广告

青岛国货公司是位于中国山东省青岛市的一家商品零售企业，其历史始于1930年代国货运动，不同历史时期曾有不同公司全称。

## 历史

### 国货陈列馆

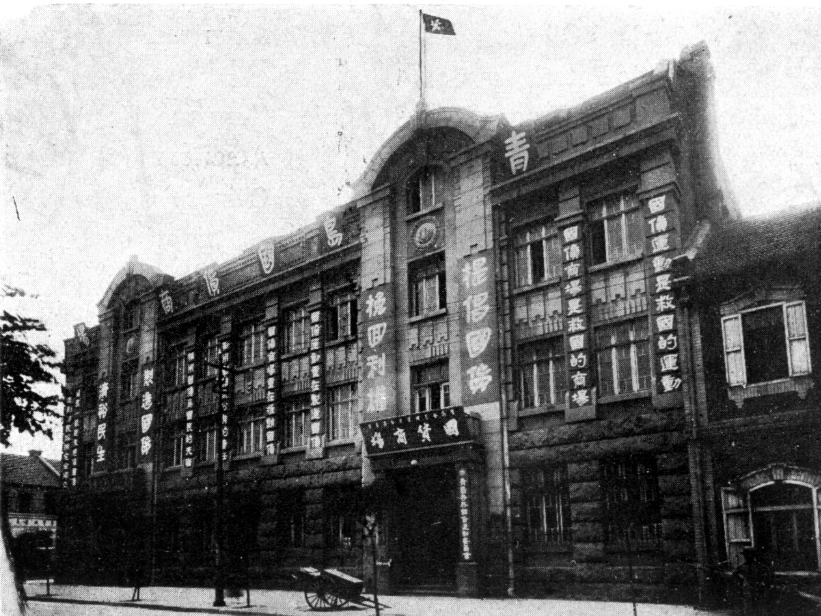
设于东莱银行天津路大楼的青岛国货商场

1930年2月7日，国民党青岛市党部牵头成立了青岛各界国货运动委员会，并获南京国民政府批准。委员会租用东莱银行天津路大楼作为商品陈列馆。同年7月1日，在时任青岛市代理市长葛敬恩的支持下，青岛国货陈列馆暨首届国货展览会在天津路大楼开张。1931年沈鸿烈就任市长后，陈列馆举办大型国货陈列展，并计划每年举办一次。市政府出台《青岛市政府公务人员服用国货委员会简章》，规定市政府及所属机关办公用品一律使用国货。

### 国货公司的筹备与开张
1933年青岛市政府计划筹备国货公司，并请富商刘子山及其创办的东莱银行予以支持。经协商评议，公司成立资金需20万元，刘子山以个人名义出资一半，其余计划招股筹集。4月，刘子山长子、东莱银行总稽核刘少山赴青拜访富商丁敬臣及苏劻臣、苏紫良兄弟，商议国货公司招股筹备一事。5月，东莱银行总经理兼上海分行经理吴蔚如赴青与青岛政商各界接洽并受沈鸿烈宴请。不久，市政府及市商会发布招股章程。但因经济危机影响，除傅炳昭、丁敬臣及苏氏兄弟等，青岛商界出资寥寥、反应平淡。沈鸿烈只得请吴蔚如发动上海商界为青岛国货公司注资，招股工作于1933年6月结束。
经国货公司筹备委员会通过，苏紫良出任董事长，丁敬臣任总经理，青岛绸缎布匹业同业公会主席王新三任经理。7月10日至8月9日，第四次国货展览会举办，沈鸿烈、张伯苓出席开幕典礼。期间，上海市商会董事王介安率领上海国货旅行团赴青参展。8月，天津路大楼增建玻璃大棚。1933年11月，青岛国货股份有限公司正式成立。同年，国货运动委员会迁入天津路大楼办公。

### 亏损与合并重组

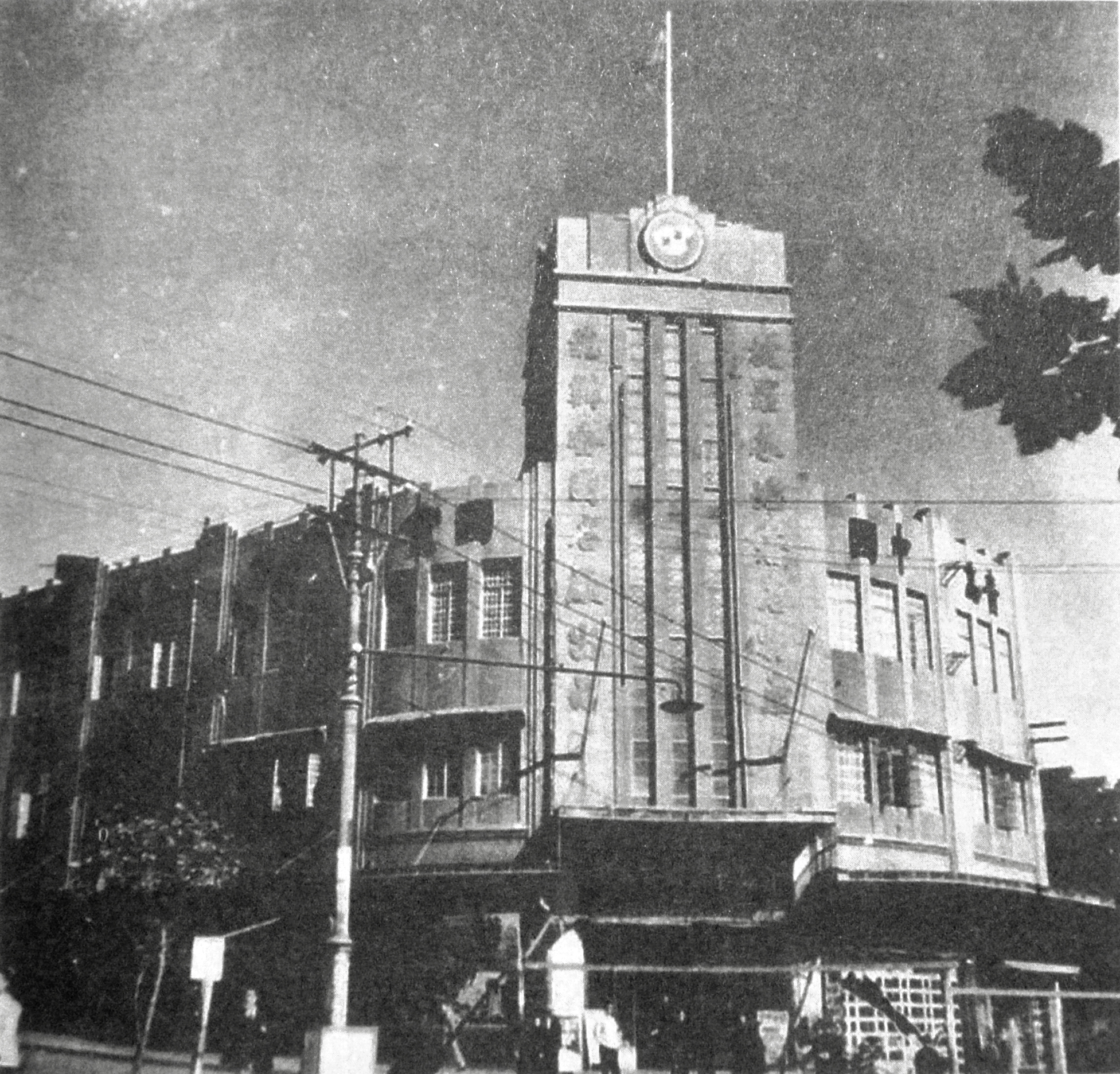
中山路胶州路路口的青岛国货公司商场

1934年，因国货展览会会后通常会降价处理商品，对青岛本地零售业造成冲击，部分行业公会致函市政府与市商会，抗议国货展览会，市社会局因此要求展览会价格勿过低廉、展览会不得超过10天。后因私营上海国货工厂山东联营所的冲击，及洋货走私日渐增多，国货公司开始亏损，至1936年持续亏损两年。1936年5月20日，吴蔚如致信刘少山，提出关停国货公司，沈鸿烈得知后认为国货公司停业会抹黑青岛市形象、不能结束青岛的国货运动，予以回绝。东莱银行方面与国货公司方面经反复商议决定节省公司开支：国货公司在东莱银行贷款利息减半、厚德堂免除国货公司房租、压缩经营规模、廉价拍卖积压货品以抵消在东莱银行及大陆银行的一部分贷款，经理王新三也主动提出减薪。同年，沈鸿烈在今热河路2号丙发起成立青岛工商学会，以支持国货运动。
1937年4月，中国国货联合营业公司在南京国民政府的支持下在上海成立。7月，青岛国货公司停业，并入中国国货联营公司，改名为青岛中国国货股份有限公司，沈鸿烈任董事长，王新三任总经理，柏励生自上海赴青任副理。经过重组的国货公司迁入中山路胶州路路口的原明华大楼，7月15日起办公。由于七七事变全面抗战爆发，新重组的国货公司可能并没有来得及营业。

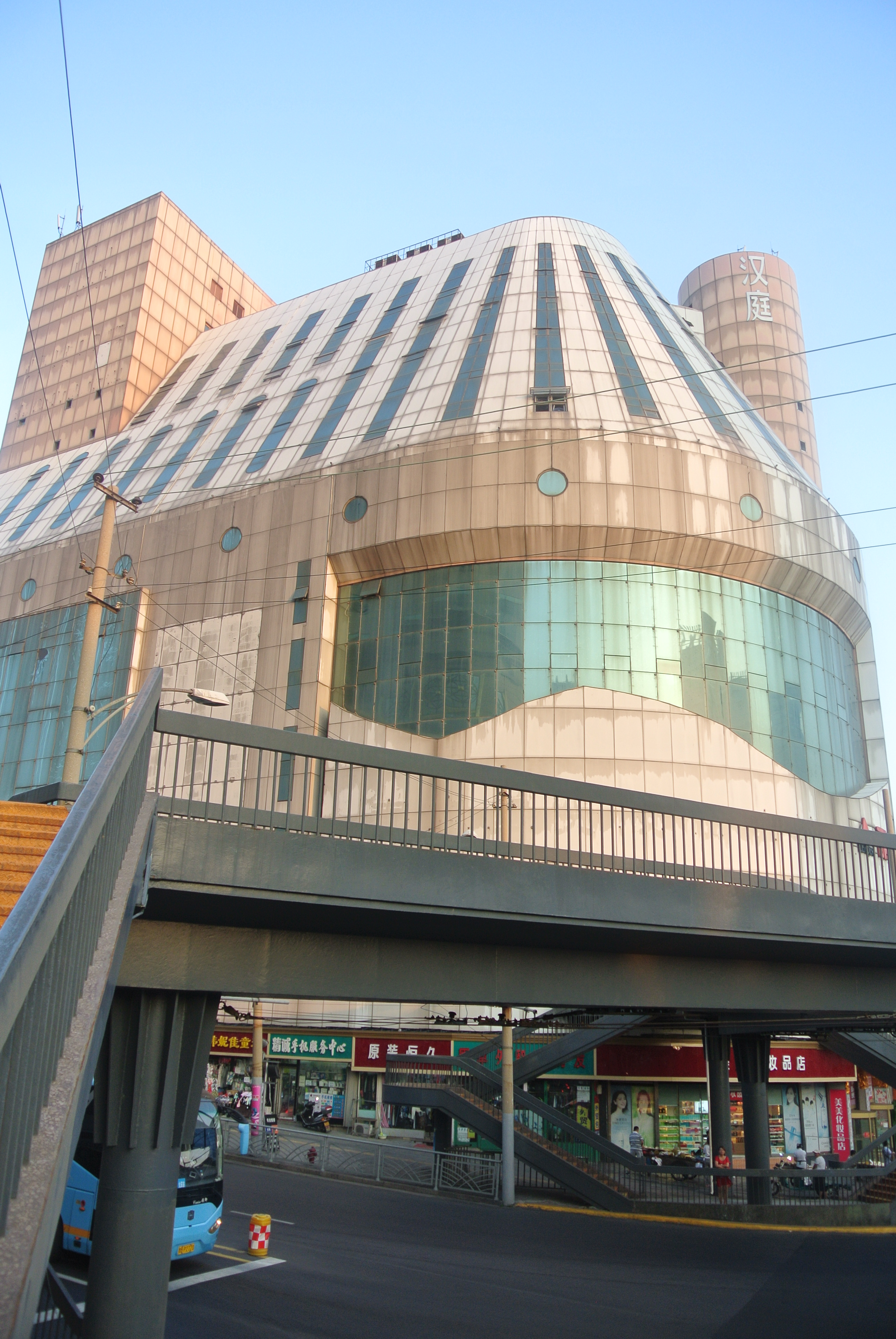
青岛国货商厦，中山路胶州路路口一侧，2018年

### 抗战结束后
1946年4月，柏励生受上海中国国货联营公司派遣自重庆赴青筹备复业。1947年3月3日，青岛国货公司筹备委员会在青岛中国银行举行股东创立会，孔士谔任董事长，柏励生任经理，4月4日正式开张。1949年6月16日，中国人民解放军青岛市军管会工商部接管青岛中国国货公司。1955年8月改为公私合营青岛国货公司，1966年完全改为国有。“文革”期间曾改名为青岛中山路百货商店、青岛东方红百货商店。1979年恢复原店名。
青岛国货公司商场在计划经济时代的青岛中山路商圈曾是除青岛第一百货商店外的另一家重要百货商场。改革开放后的1980年代，国货公司曾经历经营方式改革，并因此取得较好效益。1990年代初，国货商场所在的明华大楼拆除，原址兴建青岛国货商厦，由东北建筑设计院设计，1994年重新开业。1992年，青岛国货公司改组重建为青岛国货（集团）股份有限公司。1990年代后，由于青岛市中心东迁及其他商场的冲击，青岛国货商场运营衰落。2006年，青岛国货集团改组为青岛丽达集团。